# Lanceoppia microtricha
Lanceoppia microtricha är en kvalsterart som först beskrevs av Balogh och Sandór Mahunka 1975.  Lanceoppia microtricha ingår i släktet Lanceoppia och familjen Oppiidae. Inga underarter finns listade i Catalogue of Life.